# Peter Janich
Peter Janich (Munique, 4 de janeiro de 1942 - Rauschenberg, 4 de setembro de 2016) foi um filósofo alemão. Foi professor de filosofia na Universidade de Marburg.
Janich estudou física, filosofia e psicologia nas universidades de Erlangen e Hamburg. Ele obteve um doutorado em filosofia em 1969 e, durante 1969/1970, foi um professor convidado da Universidade do Texas, em Austin.
De 1973 até 1980 ele foi professor de filosofia da ciência das ciências exatas na Universidade de Constança. De 1980 até sua aposentadoria em 2007 ele ocupou a cadeira de filosofia sistemática com ênfase em filosofia teorética na Universidade de Hamburgo.
Janich é co-fundador e representante do culturalismo metódico, um desenvolvimento do construcionismo da Escola de Erlangen. Ele desenvolveu o conceito de Protofísica com Paul Lorenzen e Rüdiger Inhetveen.